# Vulkanmus
Vulkanmus (Neotomodon alstoni) är en gnagare i familjen Cricetidae och den enda arten i släktet Neotomodon.
Djuret når en kroppslängd mellan 10 och 13 centimeter, svanslängden är 8 till 11 centimeter. Vikten varierar vanligen mellan 40 och 60 gram. Den täta mjuka pälsen är vid ovansidan gråbrun till rödbrun (beroende på årstid) och på buken vitaktig. Även svansen bär bruna hår på ovansidan och vita hår på undersidan. De stora öronen saknar nästan hår. Antalet spenar hos honor är sex.
Som namnet antyder lever arten i vulkaniska bergstrakter av centrala Mexiko. Utbredningsområdet sträcker sig från delstaten Michoacán till Veracruz. Habitatet är skogar mellan 2 600 och 4 300 meter över havet. Gnagaren är aktiva på natten och vilar på dagen i underjordiska bon. Dessa grävs antingen själv eller övertas av kindpåsråttor.
Honor parar sig två gånger per år (eller oftare) och föder efter cirka 27 dagars dräktighet två till fem ungar.
Tidigare antogs på grund av tändernas uppbyggnad att vulkanmusen är nära släkt med de egentliga skogsråttorna (Neotoma) men idag listas den i samma släktgrupp som hjortråttorna (Peromyscus).